# Nikki Manson
Nikki Manson (* 15. Oktober 1994 in Glasgow) ist eine britische Hochspringerin. 

## Sportliche Laufbahn
Erste internationale Erfahrungen sammelte Nikki Manson bei den Commonwealth Games 2018 im australischen Gold Coast, bei denen sie mit übersprungenen 1,84 m den siebten Platz belegte. Zudem qualifizierte sie sich für die Europameisterschaften in Berlin, bei denen sie mit 1,81 m in der Qualifikation ausschied.
Manson absolvierte ein Studium für biomedical engineering an der University of Glasgow und absolviert einen Masterlehrgang für Sportphysiologie an der University of Akron.

## Persönliche Bestleistungen
- Hochsprung: 1,87 m: 30. Juni 2018 in Birmingham
  - Hochsprung (Halle): 1,90 m, 10. Februar 2018 in Glasgow